# العلاقات التشيكية الإسرائيلية
العلاقات التشيكية الإسرائيلية هي العلاقات الثنائية التي تجمع بين التشيك وإسرائيل.

## مقارنة بين البلدين
هذه مقارنة عامة ومرجعية للدولتين:
| وجه المقارنة                                              | التشيك                                                                            | إسرائيل                                                             |
| --------------------------------------------------------- | --------------------------------------------------------------------------------- | ------------------------------------------------------------------- |
| المساحة (كم2)                                             | 78.87 ألف                                                                         | 20.77 ألف                                                           |
| عدد السكان (نسمة)                                         | 10.52 مليون                                                                       | 8.89 مليون                                                          |
| الكثافة السكانية (ن./كم²)                                 | 133.38                                                                            | 428.02                                                              |
| العاصمة                                                   | براغ                                                                              | القدس                                                               |
| اللغة الرسمية                                             | اللغة التشيكية                                                                    | اللغة العبرية، اللغة العربية                                        |
| العملة                                                    | كرونة تشيكية، كرونة تشيكوسلوفاكية                                                 | شيكل إسرائيلي جديد، شيكل إسرائيلي قديم، جنيه فلسطيني، جنيه إسرائيلي |
| الناتج المحلي الإجمالي (بليون دولار)                      | 215.73 مليار                                                                      | 350.85 مليار                                                        |
| الناتج المحلي الإجمالي (تعادل القوة الشرائية) بليون دولار | 356.15 مليار                                                                      | 306.51 مليار                                                        |
| الناتج المحلي الإجمالي الاسمي للفرد دولار أمريكي          | 17.55 ألف                                                                         | 35.73 ألف                                                           |
| الناتج المحلي الإجمالي للفرد دولار أمريكي                 | 31.19 ألف                                                                         | 36.58 ألف                                                           |
| مؤشر التنمية البشرية                                      | 0.878                                                                             | 0.899                                                               |
| رمز المكالمات الدولي                                      | +420                                                                              | +972                                                                |
| رمز الإنترنت                                              | .cz                                                                               | .il                                                                 |
| المنطقة الزمنية                                           | ت ع م+01:00، ت ع م+02:00، توقيت وسط أوروبا، توقيت وسط أوروبا الصيفي، أوروبا/براغ ‏ | توقيت إسرائيل، Israel Summer Time ‏                                  |

## مدن متوأمة
في ما يلي قائمة باتفاقيات التوأمة بين مدن تشيكية وإسرائيلية:
- ترتبط Mikulov [الإنجليزية]‏ مع قصرين باتفاقية توأمة.
- ترتبط كارلوفي فاري مع إيلات باتفاقية توأمة منذ 1998.[16][17][18][19]
- ترتبط براغ مع القدس باتفاقية توأمة منذ 1967.

## منظمات دولية مشتركة
يشترك البلدان في عضوية مجموعة من المنظمات الدولية، منها:
| علم المنظمة | اسم المنظمة                               | تاريخ انضمام التشيك | تاريخ انضمام إسرائيل |
| ----------- | ----------------------------------------- | ------------------- | -------------------- |
|             | مؤسسة التنمية الدولية                     | 1993                | 22 ديسمبر 1960       |
|             | منظمة التجارة العالمية                    | ?                   | 21 أبريل 1995        |
|             | مؤسسة التمويل الدولية                     | 1993                | 26 سبتمبر 1956       |
|             | الأمم المتحدة                             | 19 يناير 1993       | 11 مايو 1949         |
|             | سيرن                                      | ?                   | 6 يناير 2014         |
|             | الاتحاد الدولي للاتصالات                  | 1993                | 24 يونيو 1948        |
|             | منظمة الشرطة الجنائية الدولية             | ?                   | ?                    |
|             | البنك الدولي للإنشاء والتعمير             | 1993                | 12 يوليو 1954        |
|             | الاتحاد البريدي العالمي                   | ?                   | ?                    |
|             | المركز الدولي لتسوية المنازعات الاستشارية | 22 أبريل 1993       | 22 يوليو 1983        |
|             | وكالة ضمان الاستثمار متعدد الأطراف        | 1993                | 21 مايو 1992         |
|             | يونسكو                                    | 22 فبراير 1993      | 16 سبتمبر 1949       |
|             | منظمة التعاون الاقتصادي والتنمية          | ?                   | 7 سبتمبر 2010        |
|             | الفريق المعني برصد الأرض                  | ?                   | ?                    |

## أعلام
هذه قائمة لبعض الشخصيات التي تربطها علاقات بالبلدين:
- غال غادوت (ممثلة وعارضة أزياء إسرائيلية، 30 أبريل 1985 – )
- ماكس برود (27 مايو 1884[26][27][28] – 20 ديسمبر 1968[26][27][28])

## وصلات خارجية
- موقع وزارة الخارجية التشيكية
- موقع وزارة الخارجية الإسرائيلية